# Дюмуш, Арно
Арно Дюмуш (фр. Arnaud Dumouch; род. 24 декабря 1964) — католический писатель, теолог, философ и апологет, специализирующийся на эсхатологии.Он является автором более 11 книг по католической доктрине и в настоящее время руководит каналом YouTube с более чем 8 миллионами просмотров. Арно представляет томистское видение католической доктрины. Кроме того, на своём канале он поддерживает межрелигиозный диалог между мусульманами, протестантами и атеистами.
В 1988 году он окончил факультет философии и теологии в школе Святого Иоанна Римона (Saint-Jean Rimont).
В 1994 году он получил степень магистра богословия в Страсбургском университете.
В настоящее время он заканчивает докторскую диссертацию по католической теологии в Католическом институте Тулузы (Католический институт Тулузы, тезисы которого не поддерживаются публично. В настоящее время он проживает в Бельгии, где он эмигрировал и стал профессором богословия.
С 2004 года он отвечает за проект «Доктор Анжелика», который посвящён работе над полным переводом всей коллекции Святого Фомы Аквинского.